# すみだ水族館
すみだ水族館（すみだすいぞくかん、英語: SUMIDA AQUARIUM）は、東京都墨田区押上一丁目1番2号、東京スカイツリータウンの東京ソラマチ内にある水族館。

## 沿革
- 2012年
  - 5月22日 - 開業[5]。
  - 11月23日〜11月30日 - ミナミアメリカオットセイ「六三四（ムサシ）」のバースデーイベント。
- 2015年9月9日〜12月27日 - 「蜷川実花×すみだ水族館 クラゲ万華鏡トンネル」開催。
- 2016年1月31日 - 「【すみだ水族館×日比谷花壇】すみだ愛妻の日」開催。
- 2020年
  - 3月1日～6月14日 - 臨時休館。
  - 5月3日～5月5日 - 「緊急開催！チンアナゴ顔見せ祭り！」。
  - 7月16日 - 開業以来初の大規模リニューアル（2つの新エリアが登場）。
  - 7月23日～8月30日 - プロジェクションマッピング「ペンギン花火」開催。
  - 10月1日～11月1日 - 「ハロウィン in すみだ水族館」。
  - 11月1日～11月30日 - 「あつまる！つながる！チンアナゴまつり2020」開催。
  - 11月16日 - 企画展「カタチとくらし」が「日本空間デザイン賞」「日本サインデザイン賞」で金賞を受賞。
  - 11月20日～2021年2月14日 - 冬企画「月とクラゲ」。
  - 12月5日～2021年1月31日 - 特別企画「空想する水槽」。
- 2021年
  - 3月12日～5月30日 - 春企画「たんぽぽとクラゲ」開催。
  - 4月25日～5月31日 - 一時休館。
  - 7月22日～8月29日 - 夏企画「夏の夜すい」開催。
  - 10月1日～10月31日 - 「ハロウィン in すみだ水族館」開催
  - 12月9日～2022年2月28日 - 「呼吸でめぐる、水族館」開催
- 2022年
  - 3月31日～6月30日 - 「10年分のハッピーニュース展」開催。
  - 7月22日～8月31日 - 「クラゲ研究部」開催。
  - 7月23日～8月28日 - 「夏の夜すい」開催。
  - 12月26日 - 墨田区役所と連携協定を締結[1]。

## 主な飼育生物/施設
出典：

### 自然水景

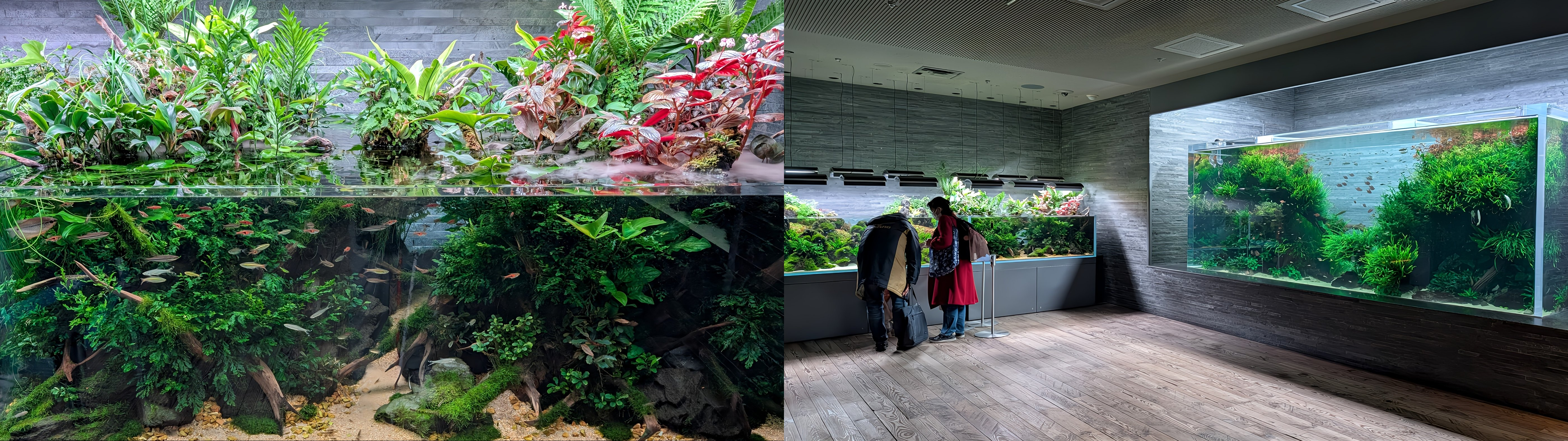
自然水景エリア

水草水槽のレイアウトを手掛けたのは、株式会社アクアデザインアマノの天野尚。水を取り巻く自然の生態系を計5つの水槽に凝縮されている。
光合成によって生まれた酸素の小さな気泡が、水の揺れの中に輝く。水槽内のいきもの（魚やエビ・微生物）はこの酸素を使って呼吸し、水草はいきものが放出した二酸化炭素で再び光合成するミニ生態系を観察できる。

### クラゲ
すみだ水族館で生まれ育った約14種700匹のクラゲを展示。2020年7月の大規模リニューアルにより新しくなったクラゲエリアでは、アカクラゲやタコクラゲなどを展示しているほか、長径7mの水盤型クラゲ水槽「ビッグシャーレ」では、約500匹のミズクラゲをアクリル越しではなく上から直接眺めることができる。
続く「ラボ」では、クラゲの飼育設備や成体になるまでの成長過程、繁殖活動を観察できる。2015年1月に常設化した「万華鏡トンネル」（全長50メートルのスロープの、壁と天井に約5000枚の鏡）ではクラゲをテーマとした映像、照明、音楽、アロマで空間演出を行っている。

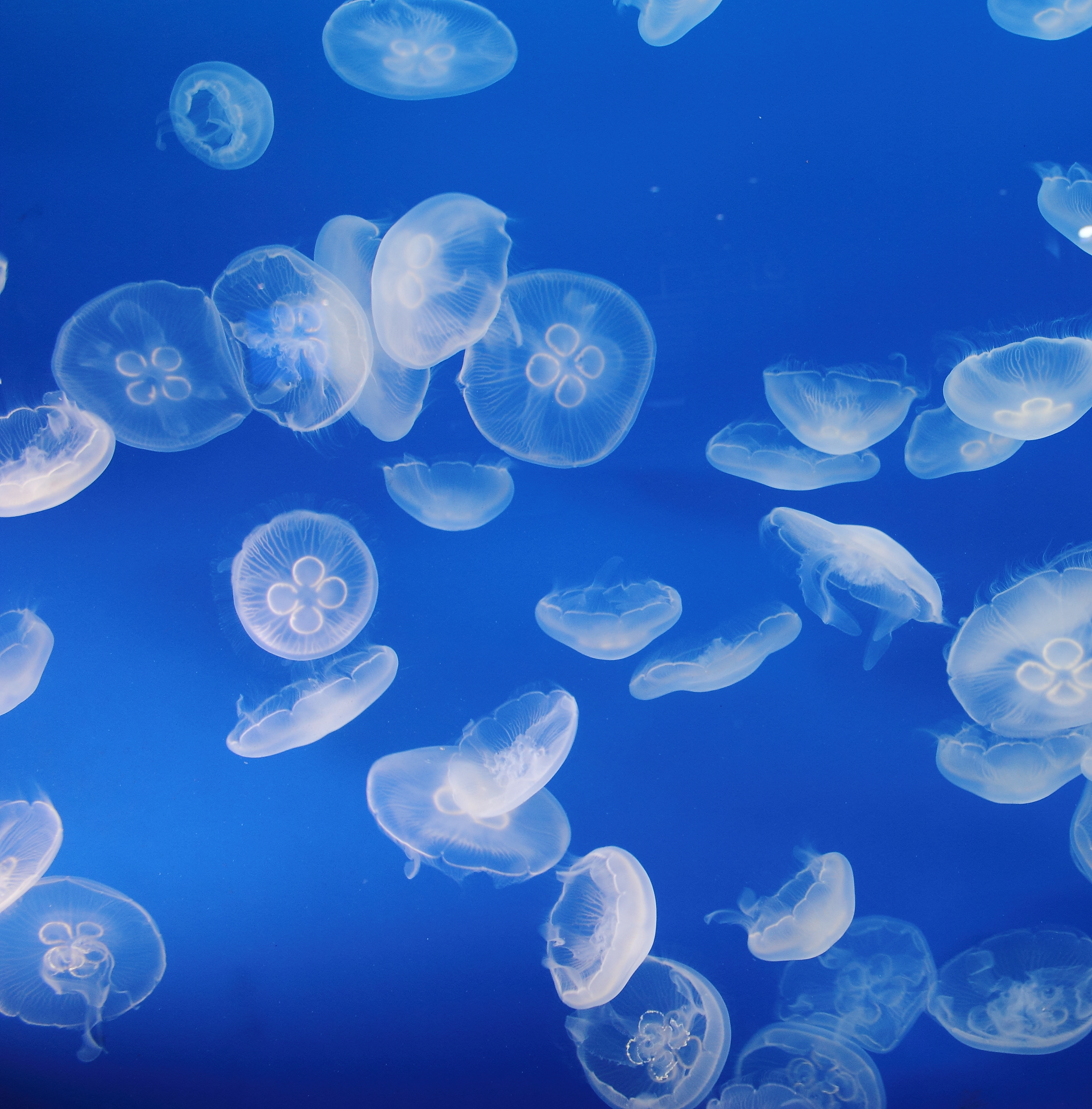
クラゲ
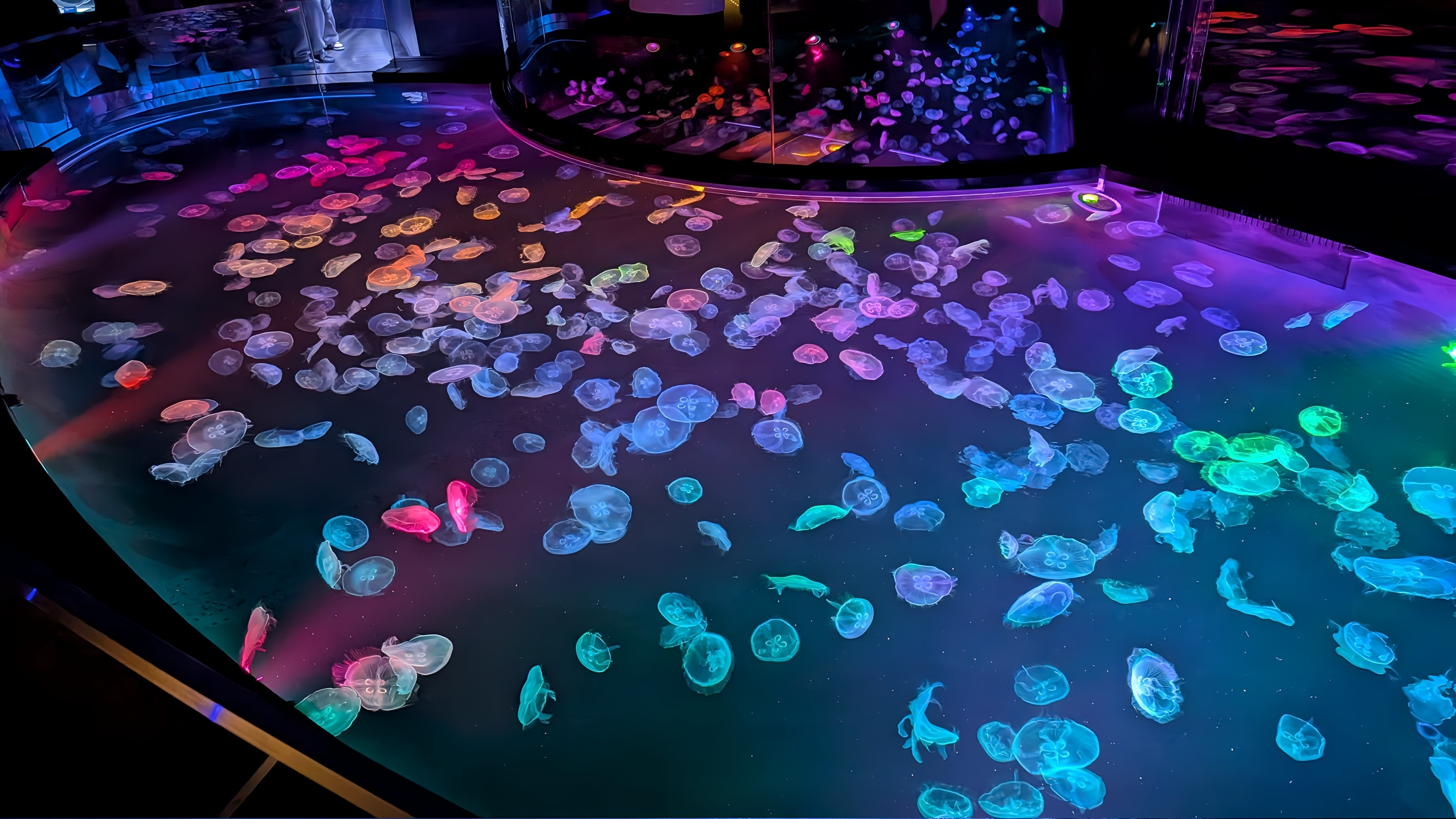
ビッグシャーレ
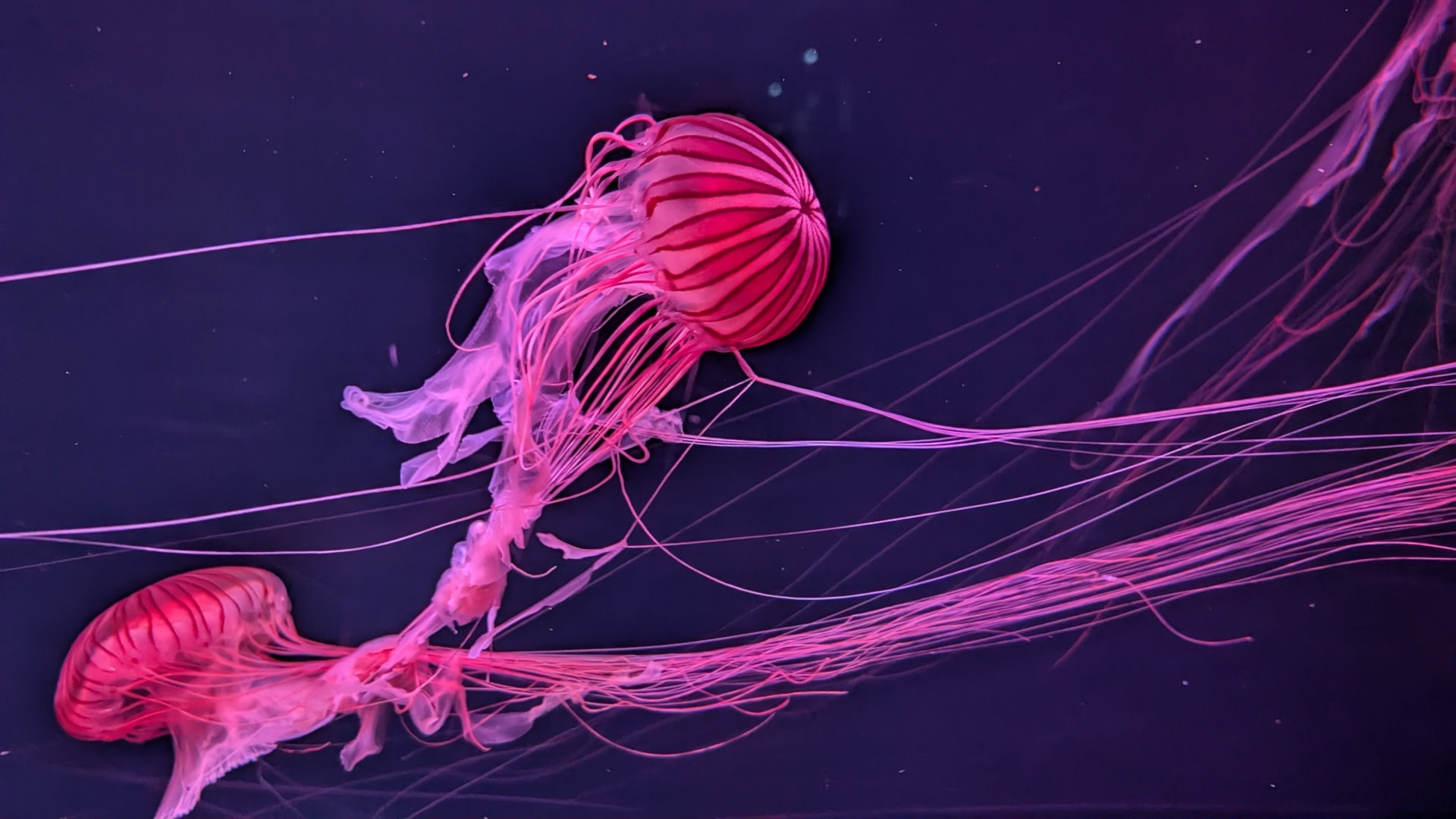
アカクラゲ
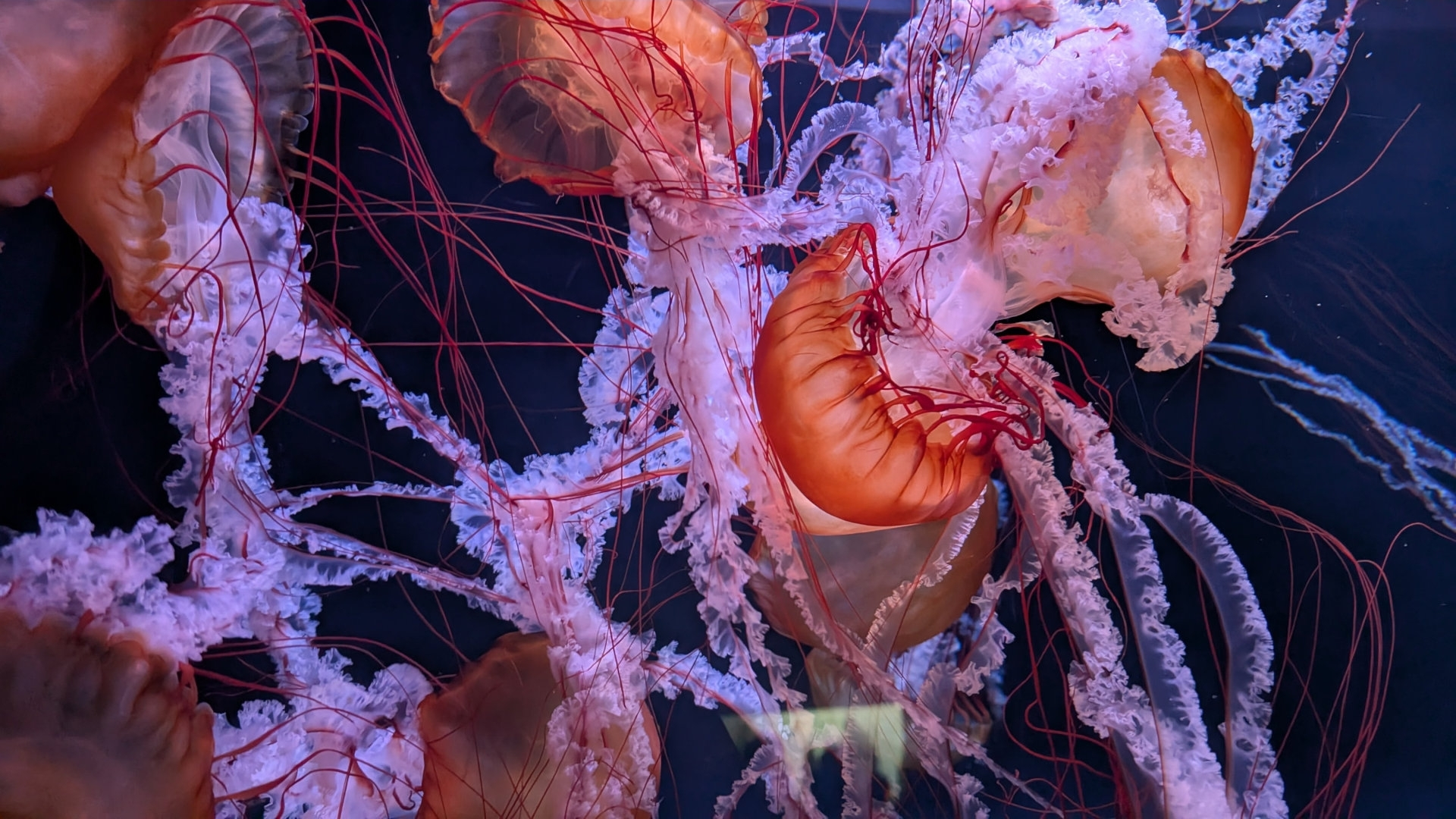
パシフィックシーネットル

### サンゴ礁

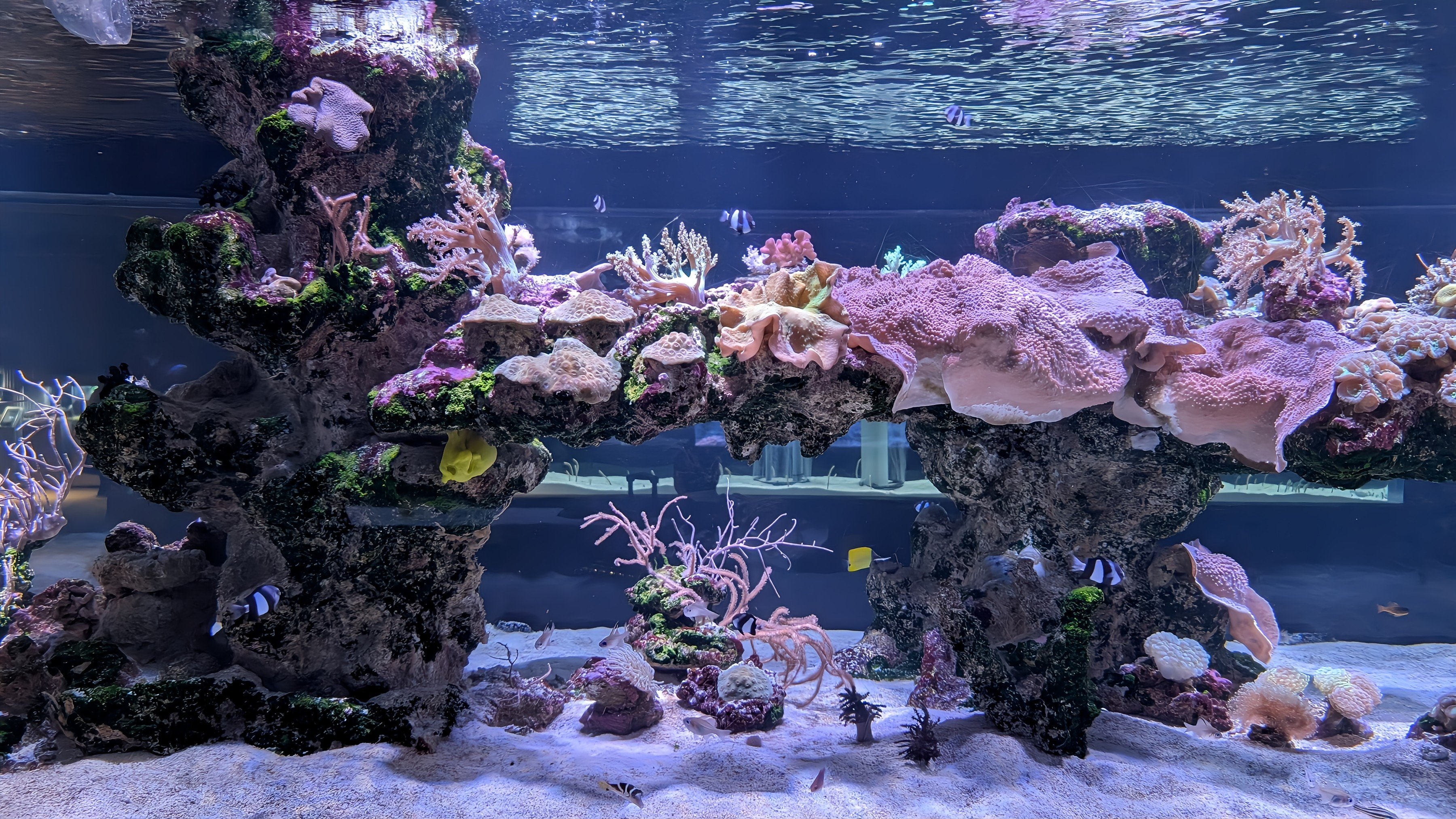
サンゴ礁水槽

サンゴ礁と、そこに集まるカラフルな生物が織り成すさまざまなシーンを、4つの水槽で楽しめる。水槽は360度全方向から鑑賞できるようにレイアウトされており、見る面や角度によって、いきものたちの全く異なる表情を観察することができる。
「海のゆりかご」とも呼ばれるサンゴ礁が、いきものの隠れ家や産卵場所として豊かな生態系を支える様子を学習するエリアである。

### チンアナゴ

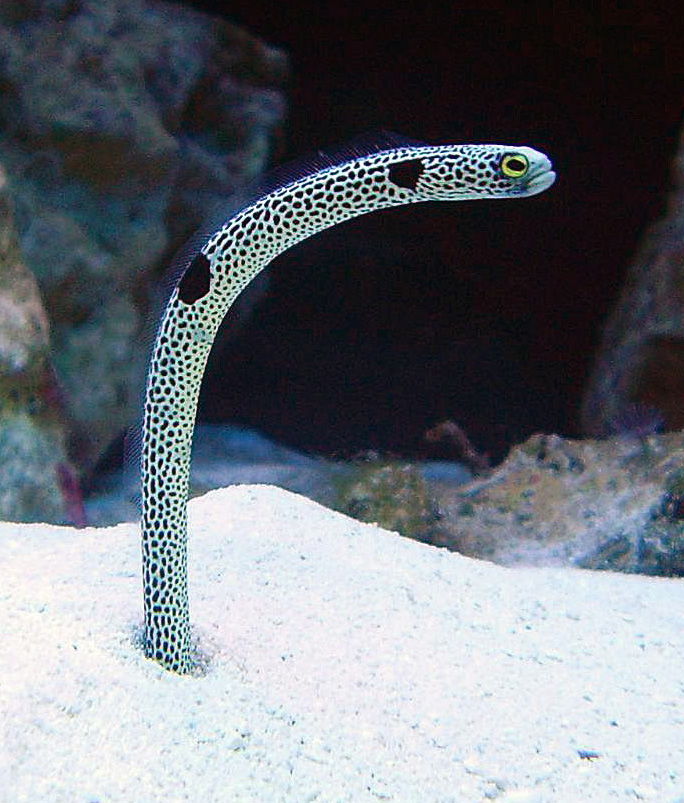
チンアナゴ

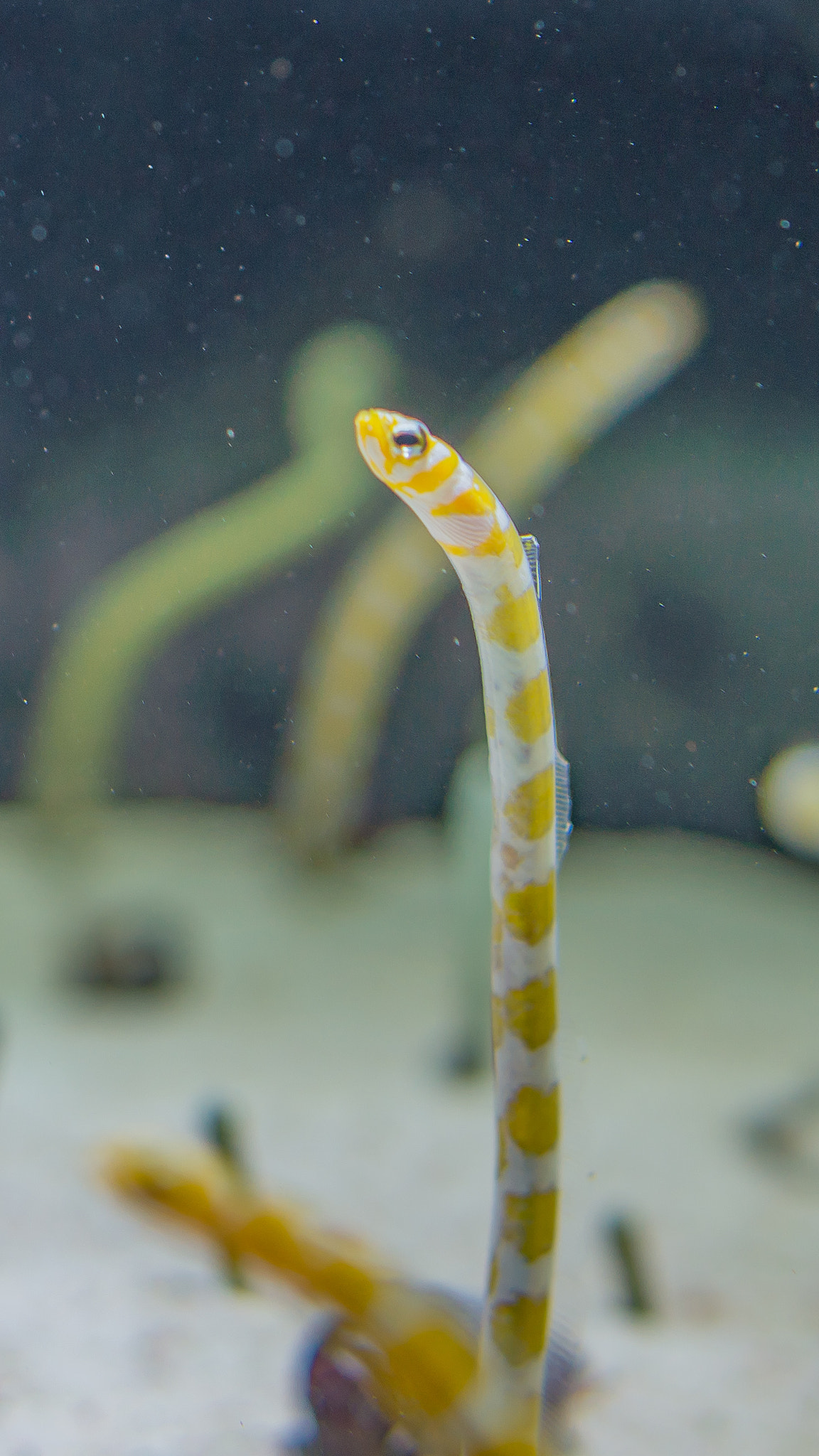
ニシキアナゴ

チンアナゴ、ニシキアナゴ、ホワイトスポッテッドガーデンイールの3種類のチンアナゴの仲間たちを合計約300匹観察できる。幅 5.5m の水槽で群れを成して揺れている姿を360度の視点で展示。
開館当時は、スカイツリーの高さ634メートルと同じ数の634匹のチンアナゴ（Spotted garden eel）とニシキアナゴ（Splendid garden eel）を導入。2014年10月10日からはホワイトスポッテッドガーデンイール（White spotted garden eel）も加わった。
11月11日の「チンアナゴの日」（日本記念日協会認定）を記念し、「ゆらゆらチンアナゴまつり」を開催。2014年にはチンアナゴ水槽の前で「ハッピーチンアナゴウェディング」も行われた。また、毎月11日には「チンアナゴの日」にちなんだイベントを開催している。
大きな目を持つチンアナゴたちは、周囲をよく見回している。‌
野生のチンアナゴの仲間は、海底に巣穴を掘り身を隠しながら生活する。餌は、水流にのって流れてくるプランクトンで、捕食戦法は「待ち」に専念。そのため、よく周囲を見ていて餌が流れてきたら体を伸ばしてすかさず捕食する。‌
また、すみだ水族館で観察していると糞を食し、吐き出すものがいる。
チンアナゴ水槽では頻繁に争いがおこり、争い中のチンアナゴは、低姿勢になっているので、広い水槽の中でもすぐに判別できる。‌
すみだ水族館では2匹だけでなく3匹、4匹で争いを繰り広げることも。‌

### ペンギン

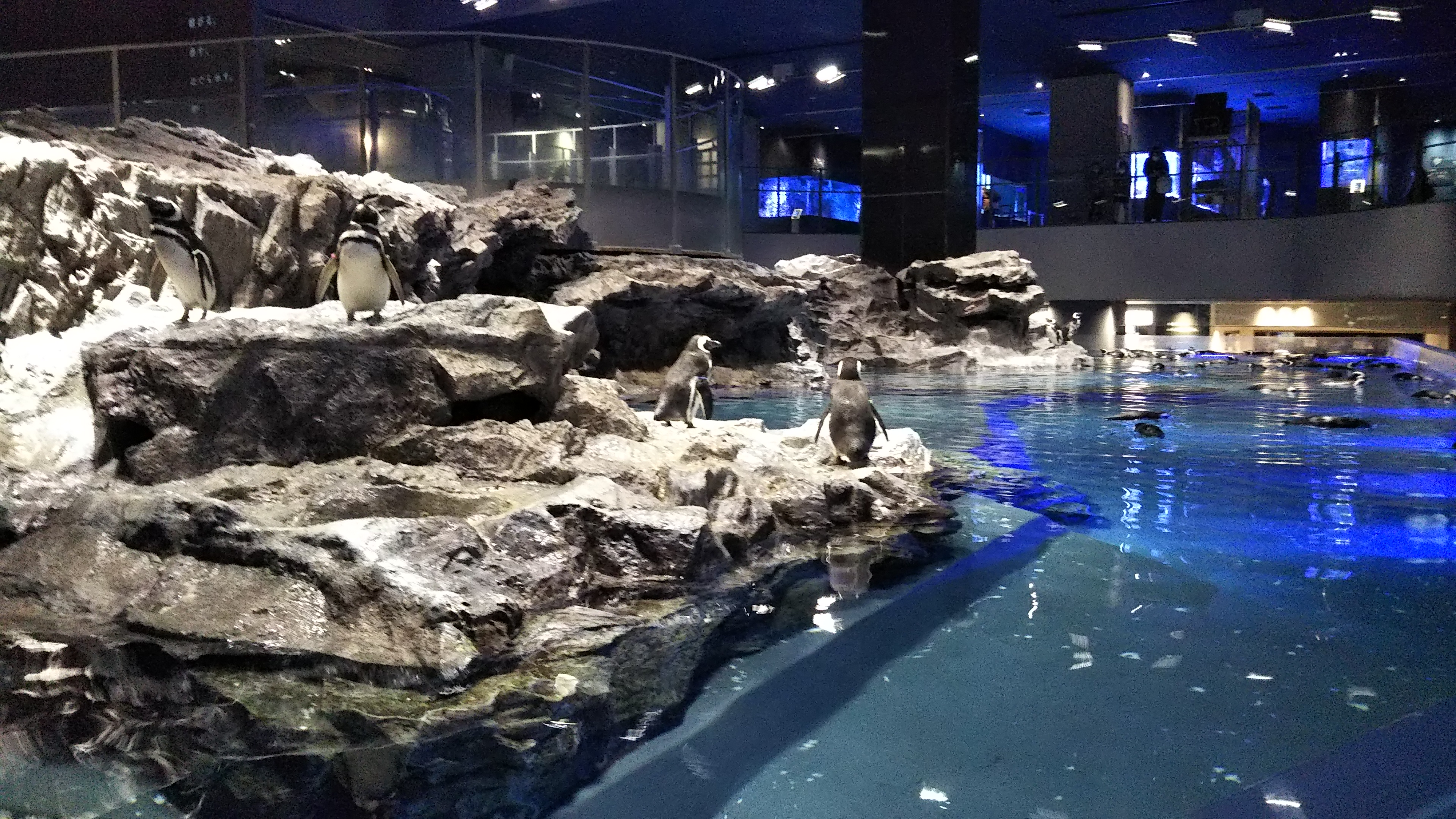
マゼランペンギン

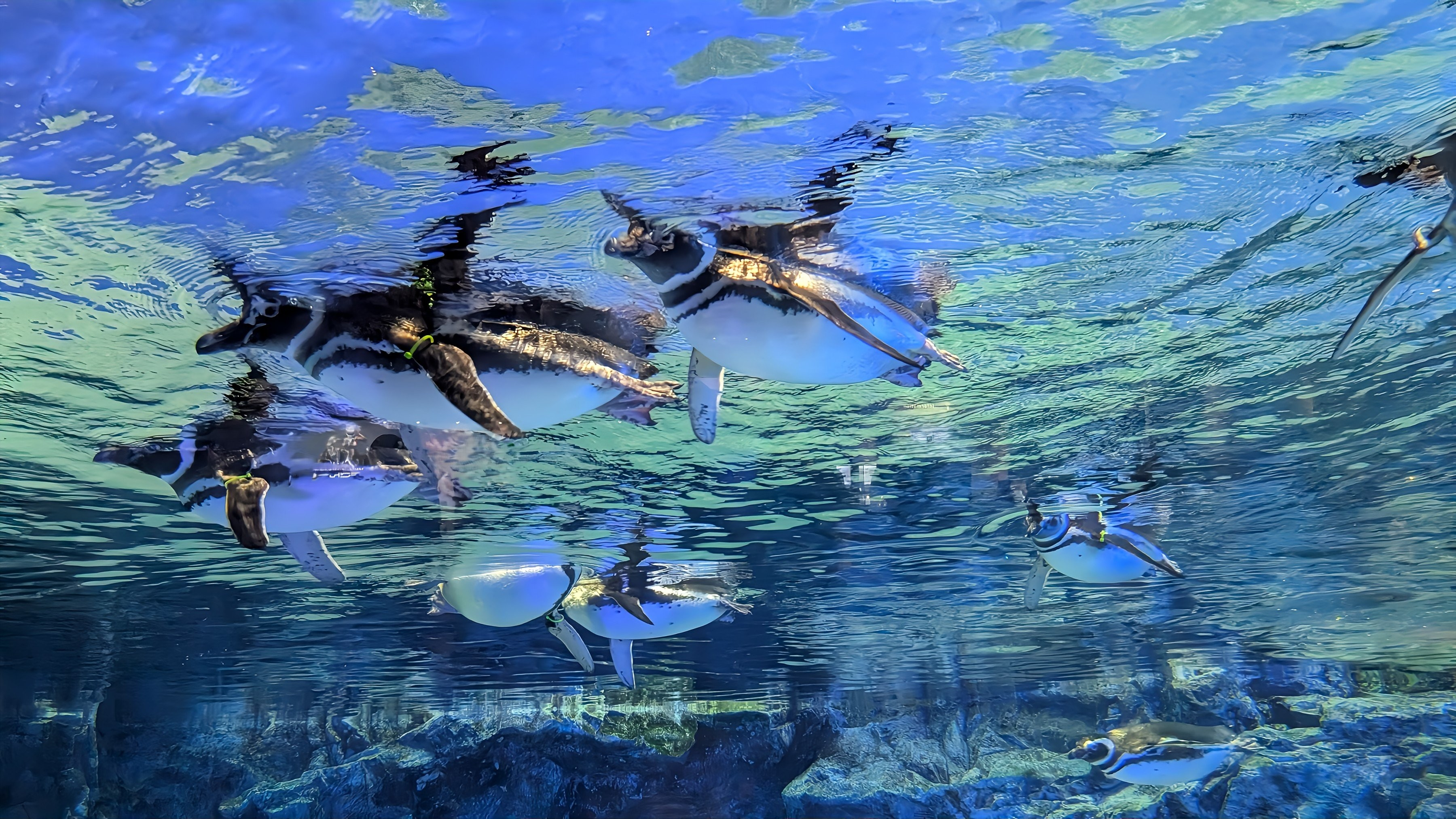
ペンギンの泳ぎを観察

水量約350トンの国内最大規模の屋内開放型のプール水槽で、二層吹き抜け空間を使った展示を行っている。すみだ水族館のマゼランペンギン（2022年11月30日時点で全52羽）には全て名前があり、2～3本の識別リングの色で見分けられる（そのうち10羽は上越市立水族博物館より寄贈）。
アジとイワシを与えており、特にイワシを好むペンギンたちは「アンチョビーズ」と呼ばれている。
2020年4月下旬に3羽の赤ちゃんが誕生。「日本で時代を超えて愛されてきたもの」にちなみ、それぞれ「おもち」「おこめ」「きなこ」と命名された。2021年も休館中に3羽が生まれ、「皆さまの笑顔の源となり愛されるように」との願いを込めて、それぞれ「ぼんぼり」「ももは」「あさひ」と命名された。開業11年まで毎年連続で赤ちゃんが誕生し、2023年4月11日には初めて同日に2羽誕生した。
- 父カリン⭐︎、母カクテル⭐︎
  - 2013年5月28日 - まつり（雌）
  - 2013年5月31日 - はなび（雄）
  - 2014年4月30日 - はっぴ（雄）
  - 2015年5月13日 - たいこ（雌）
  - 2017年4月19日 - わっしょい（雄）[13]
- 父ローズ、母わらび 
  - 2016年6月16日 - ふうりん（雌）⭐︎
  - 2017年6月3日 - ちょうちん（雄）
  - 2021年5月6日 - ぼんぼり（雄）
- 父ヒマワリ⭐︎、母ツバキ⭐︎
  - 2017年5月30日 - あんみつ（雄）
  - 2017年6月2日 - あんこ（雌）名付け親は川栄李奈[14]
- 父アンズ、母マカロン 
  - 2017年5月31日 - あずま（雄）
  - 2023年4月11日 - こうめ
- 父ライム、母なでしこ 
  - 2017年6月6日 - きりこ（雄）
- 父メロン、母モミジ 
  - 2018年4月10日 - もんじゃ（雄）⭐︎
  - 2019年5月5日 - おはぎ（雄）
- 父ポテチ、母リンゴ 
  - 2018年4月6日 - そいや（雌）⭐︎
  - 2019年3月19日 - つむぎ（雌）
- 父アケビ、母フジ 
  - 2018年5月6日 - ちゃんこ（雄）
  - 2020年4月21日 - おもち（雄）
- 父マロン、母バナナ
  - 2020年4月27日 - きなこ（雌）
- 父バジル、母ピーチ
  - 2021年5月9日 - ももは（雌）
- 父はなび、母イチゴ
  - 2022年4月14日 - だいふく（雌）
- 父アロエ、母ココア
  - 2022年4月20日 - こまり（雄）
- 父スイカ、母さくら
  - 2022年4月30日 - しらたま（雌）
- 父ゆず、母ラムネ
  - 2023年3月25日 - ぽんず
- 父アジサイ、母チョコ
  - 2023年4月11日 - あめ

すみたペンギン相関図2020（2019年10月15日）参照。2019年10月、15羽のペンギンたちがよその水族館に引越し（「卒業」）した。上記⭐︎は卒業したペンギン。

ペンギンたちのエピソードは、すみだ水族館公認ガイドブック『飼育員だけが知っているペンギンたちの秘密』（中田啓子、2014年2月5日、文踊社、ISBN 978-4904076385）および公認フォトストーリー『恋するペンギン』（高橋環、2015年7月15日、文踊社、ISBN 978-4904076507）に詳しい。

#### EDO-CCO
「エドッコ」は、2018年11月21日『くちばしにキッス』でデビューしたアイドルペンギンユニット。すみだ水族館で生まれた14羽（開催時）から11羽が選抜され、初代センターを決める「LOVE推しペン総選挙」が、Instagramのフォロー（1ポイント）と入館者およびカフェでの推しペン応援メニュー購入者による直接投票（2ポイント）で同年10月1日から11月18日まで開催された。
初代メンバー（得票数順）
1. ふうりん（センター）
2. きりこ
3. ちょうちん
4. たいこ
5. わっしょい
6. あんこ
7. まつり
8. はっぴ
9. あずま
10. あんみつ
11. はなび（敢闘賞）

### オットセイ

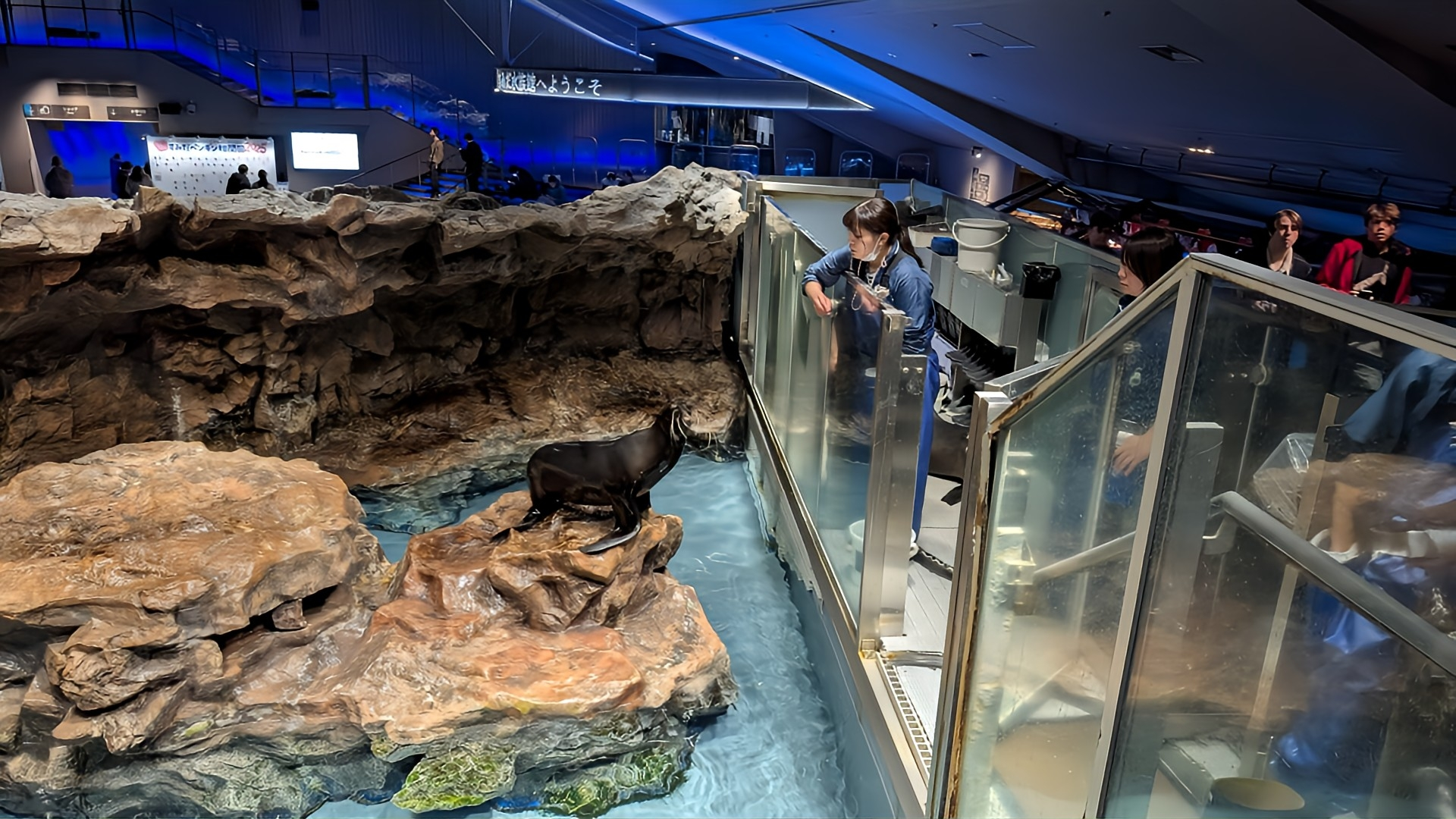
オットセイへの餌やり

屋内開放型のプール水槽（ペンギンの隣）で全4頭のミナミアメリカオットセイ（すべてメス）を見ることができる。オットセイトンネルをくぐると泳ぐ様子を見上げられるように設計されている。「オットセイタイム」では、展示水槽周囲のスロープを飼育スタッフとともに歩き、すぐ目の前で見ることもできる。

### 小笠原大水槽(旧 東京大水槽)

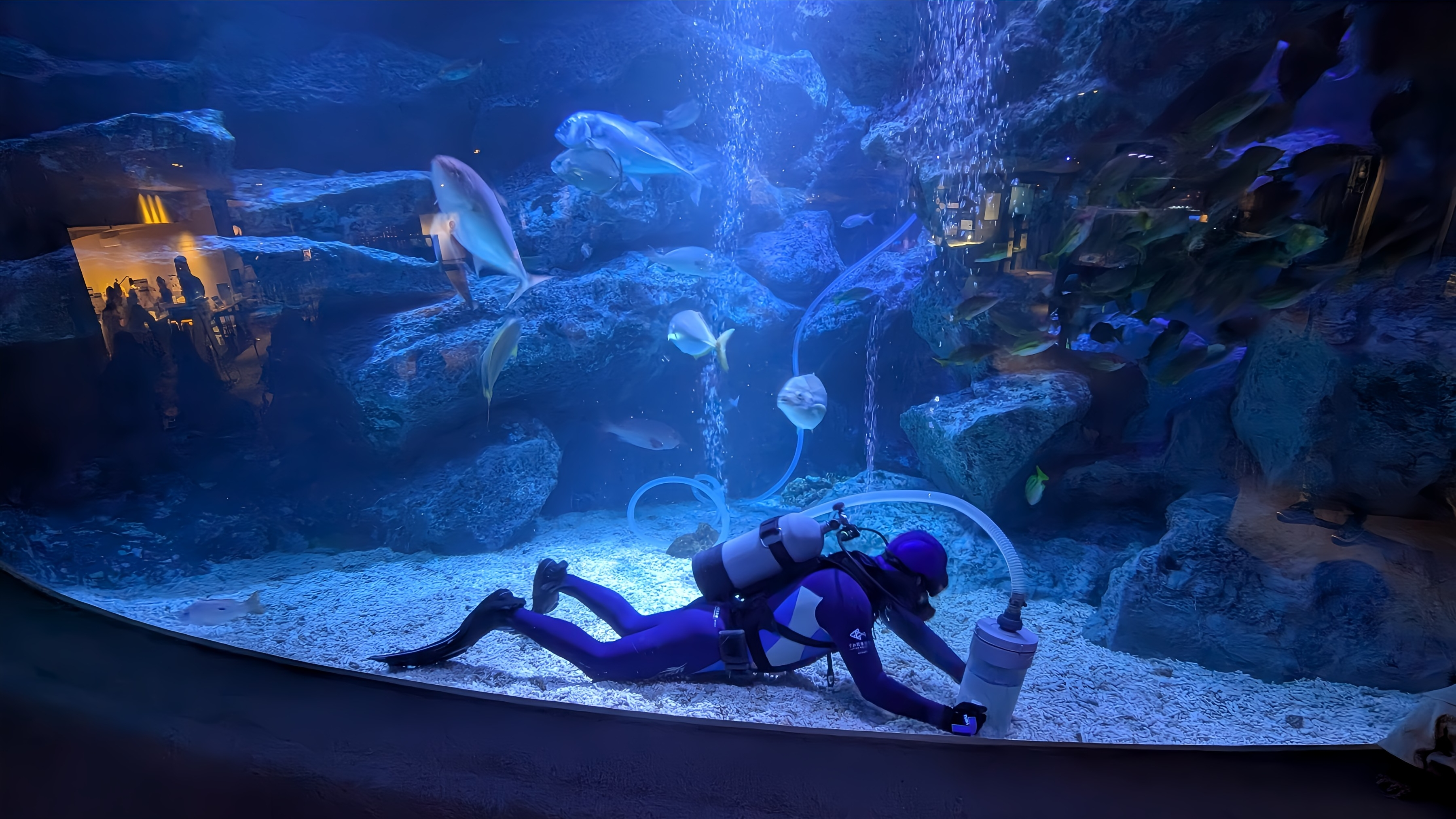
水槽の清掃作業

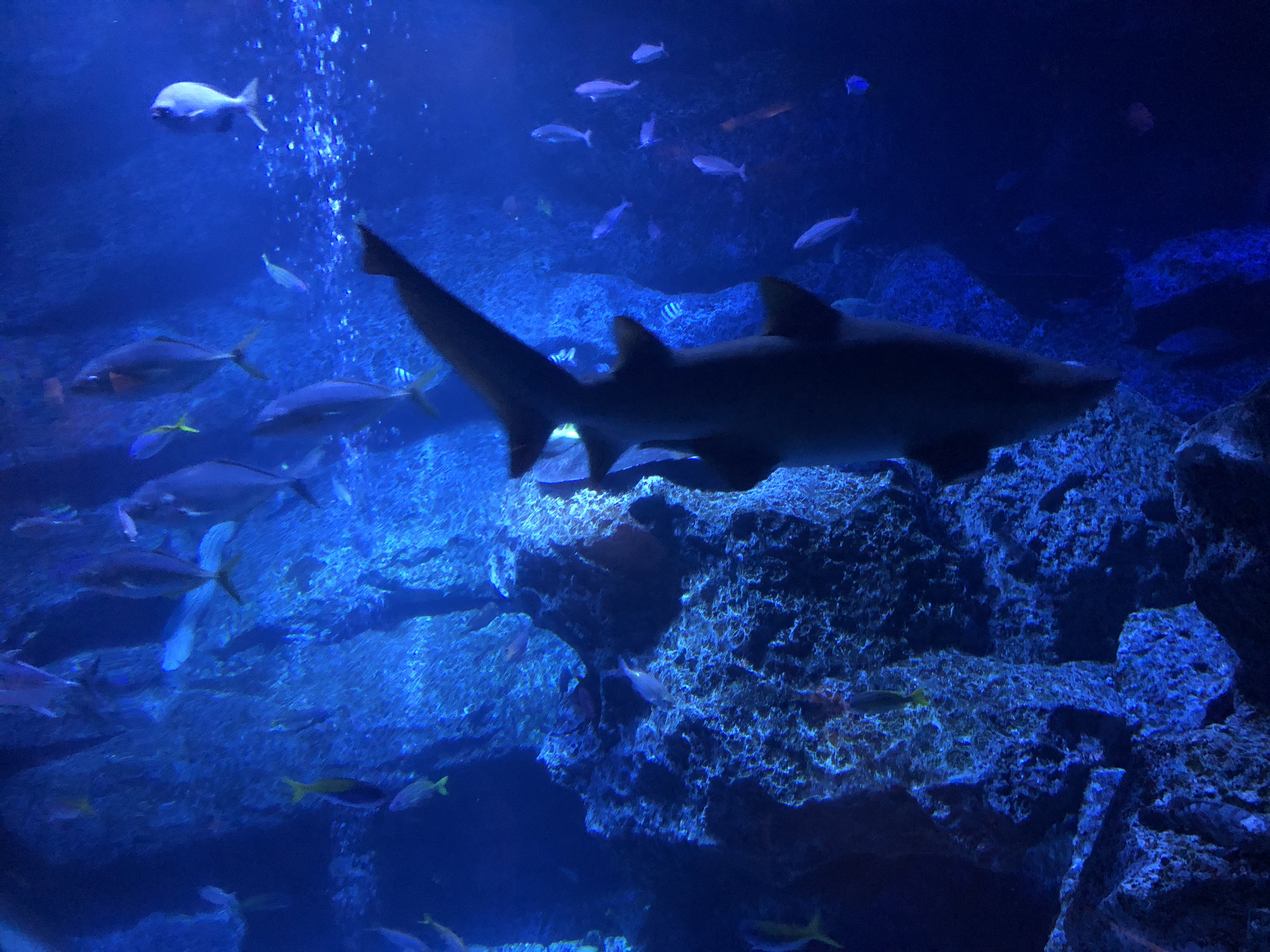
水槽内のシロワニ

水深6メートル、水量300tの水槽は世界自然遺産の小笠原諸島の海を再現しており、マダラエイやミナミイスズミ、ロクセンスズメダイなど約50種450点が飼育されている。小笠原水槽内で飼育されている水生生物はすべて小笠原諸島周辺の海域で捕獲された個体である。
この水族館で飼育展示されているオスのシロワニは、小笠原近海の個体で国内で飼育されている唯一の日本近海で保護された個体である。
長岡技術科学大学と大成建設が開発した海水浄化システムにより、この水槽含め総水量700トンの大半を人工海水のみで運用し、海水の入れ替えは計算上は1%以下となるという。

### 江戸リウム

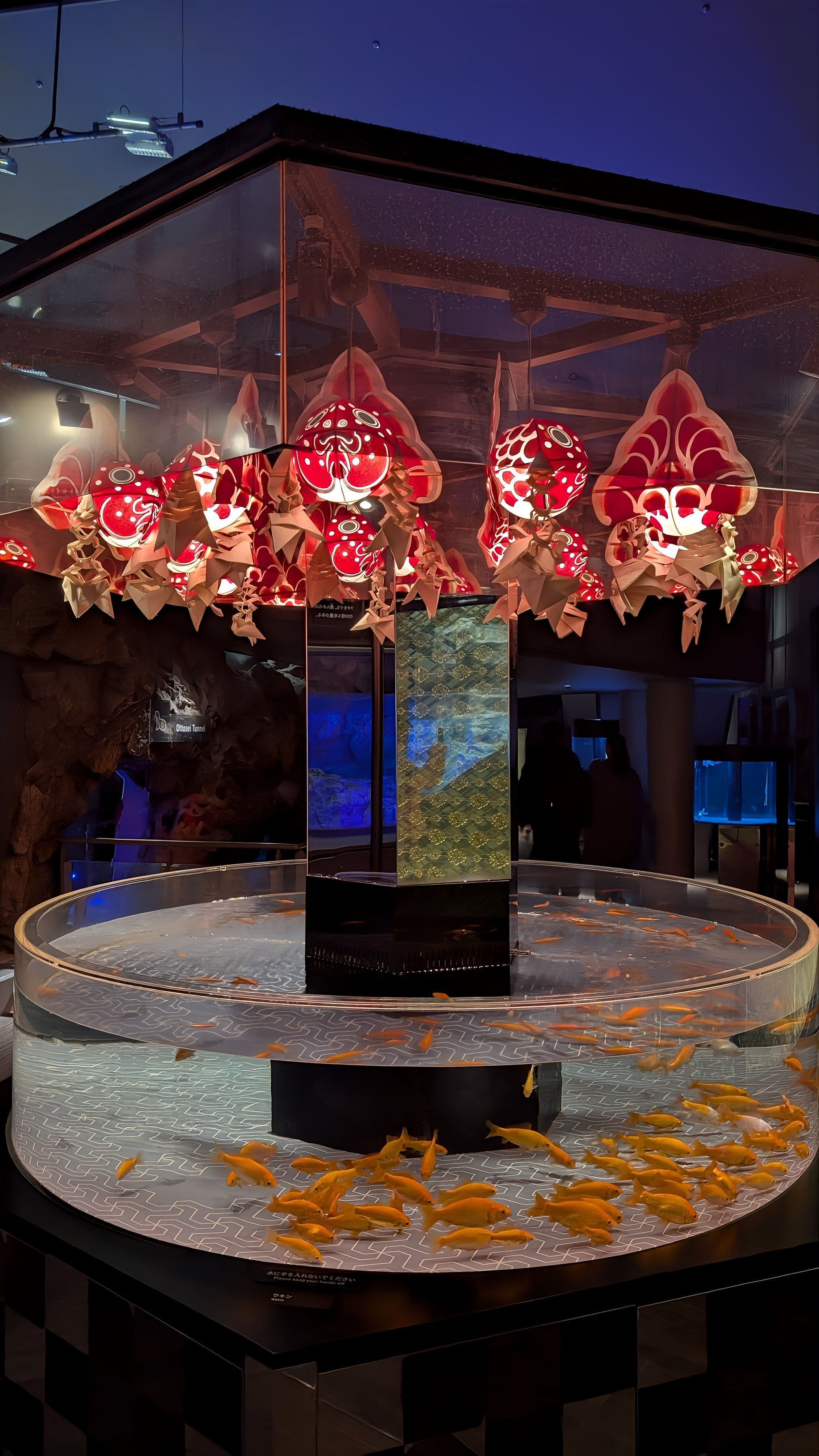
金魚展示ゾーン「江戸リウム」

江戸をテーマにした金魚展示ゾーン「江戸リウム」は、2016年7月1日にリニューアルし、江戸時代から愛されてきた金魚23品種を展示している。日本動物園水族館協会加盟館の常設展示としては日本最大級の全長100 m、約1,000匹の金魚を展示している。
- 2016年7月1日～9月30日 - お江戸の金魚ワンダーランド
- 2017年7月10日～8月31日 - 東京金魚ワンダーランド
- 2018年6月30日～9月30日 - 東京金魚ワンダーランド2018
- 2019年7月12日～10月31日 - 東京金魚ワンダーランド2019
- 同年8月16日～10月31日 - 金魚♡（LOVE）展

「金魚美抄 展－金魚を描くアーティストたち－」（2017年4月、金沢21世紀美術館で開催された、金魚を愛する22名のアーティストによる金魚をモチーフにした現代アート展）参加作家のうち、金魚絵師の深堀隆介ら6 名が水槽演出を手掛ける展示。

### アクアベース

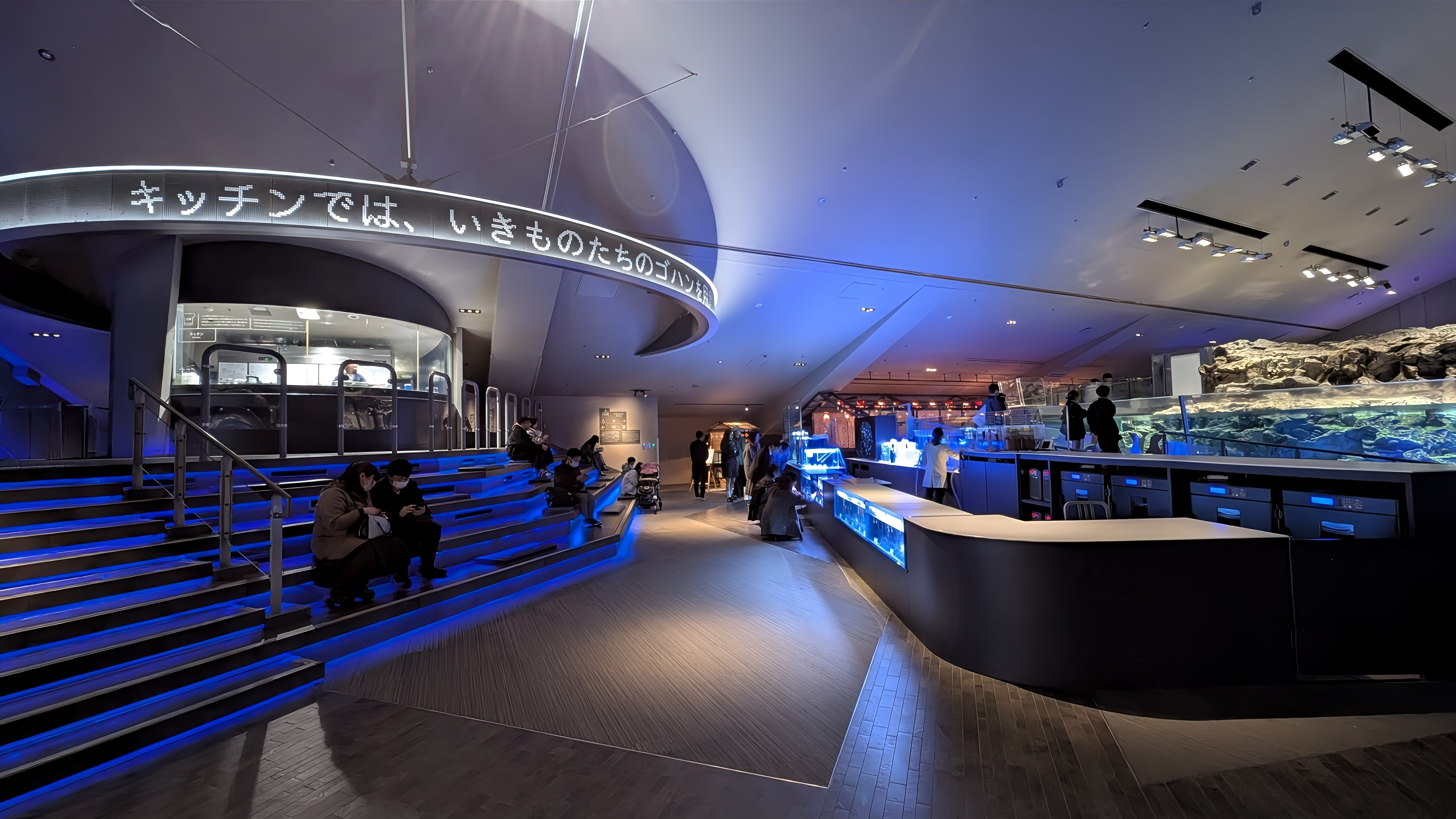
アクアベース

2020年7月より新設された「アクアベース」では、飼育生物の食事の準備や飼育設備を間近で観察できるオープンスペースである。
食事の準備をおこなう「キッチン」とクラゲの飼育作業をおこなう「ラボ」の2か所から構成されており、飼育スタッフと会話したり、体験プログラムへ参加することで、来館者の知的好奇心を刺激する学びのエリアを作り出している。

## すみだ水族館・設計の特徴
本施設は都市の中の美術館のように観客・生き物・スタッフが同じ空間でつながる「コミュニケーションデザイン」等の付加価値創造を企図している。
水槽デザイン、照明計画に多分野のチームと協議してきた。上下フロアのつながりは、複数のルートからなり、決められた順路は無いため回遊しながら様々な角度や視点で水槽を鑑賞することができる。
飼育の現場がオープン化された「ラボ」は、スタッフとのコミュニケーションが可能となっている。
国内最大級となる屋内開放型水槽では、ペンギン・オットセイとの親密な「距離感」が、同じ空間に居ることを実感できる。
このような水槽を支える技術として、テナント型としての下階への防水対策、開放水槽としての臭気・空調対策、可変性のある置型水槽を採用することで持続性・更新性を保証している。
躯体水槽も含めたすべてのインフィル(間仕切り)を撤去できるよう建物躯体から縁を切った構造となっている。

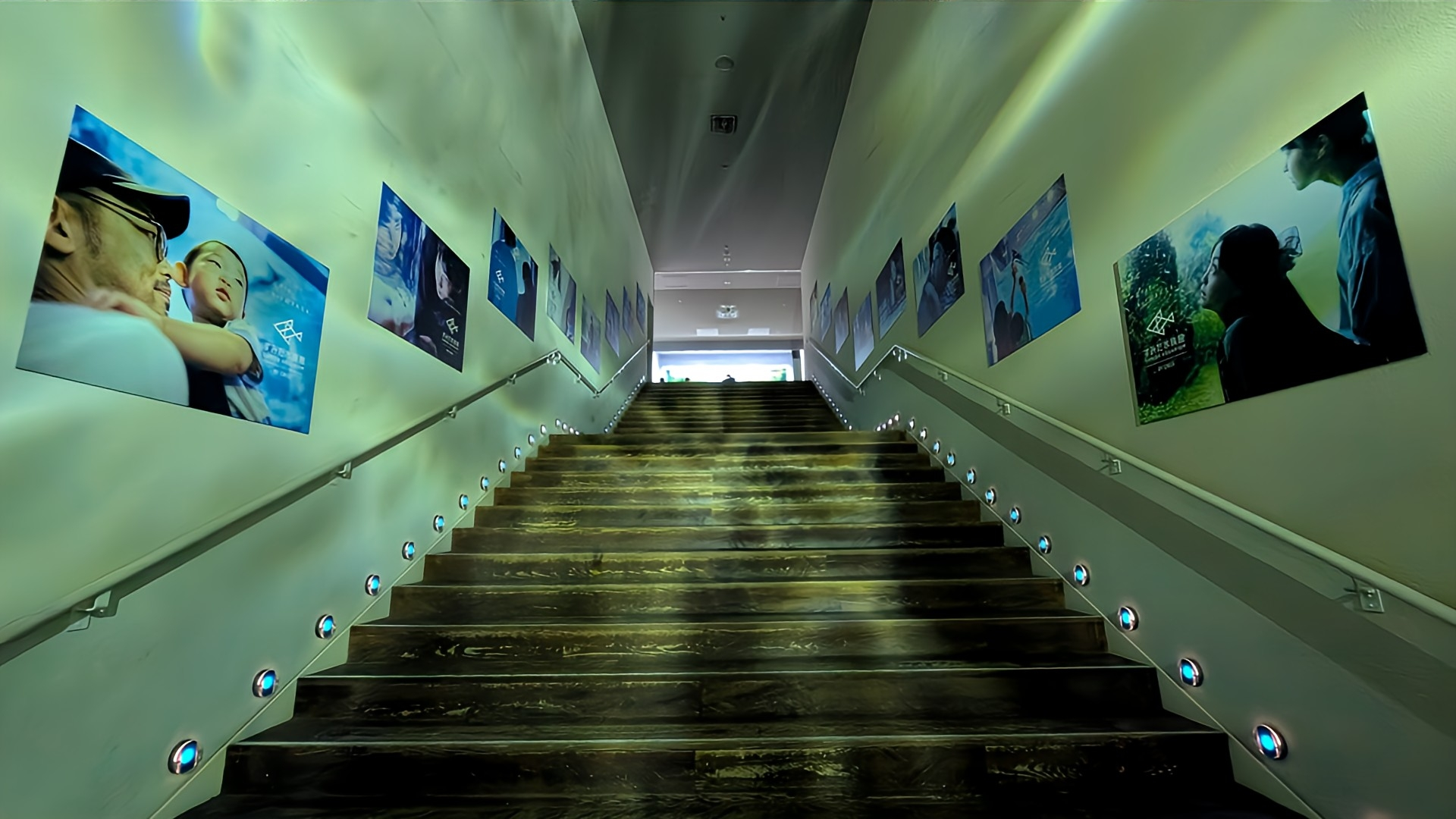
入口からの階段
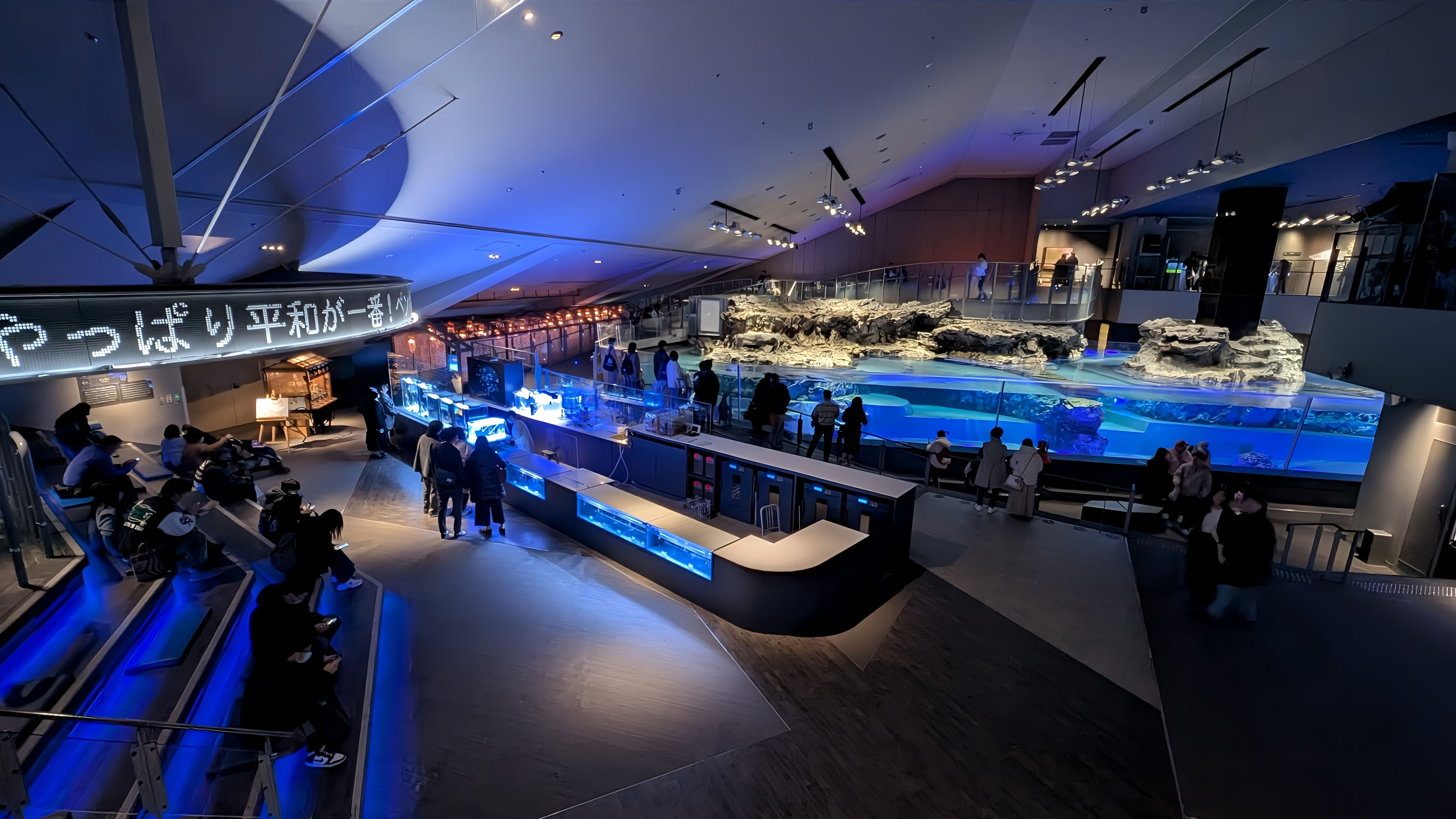
5Fの主要区画
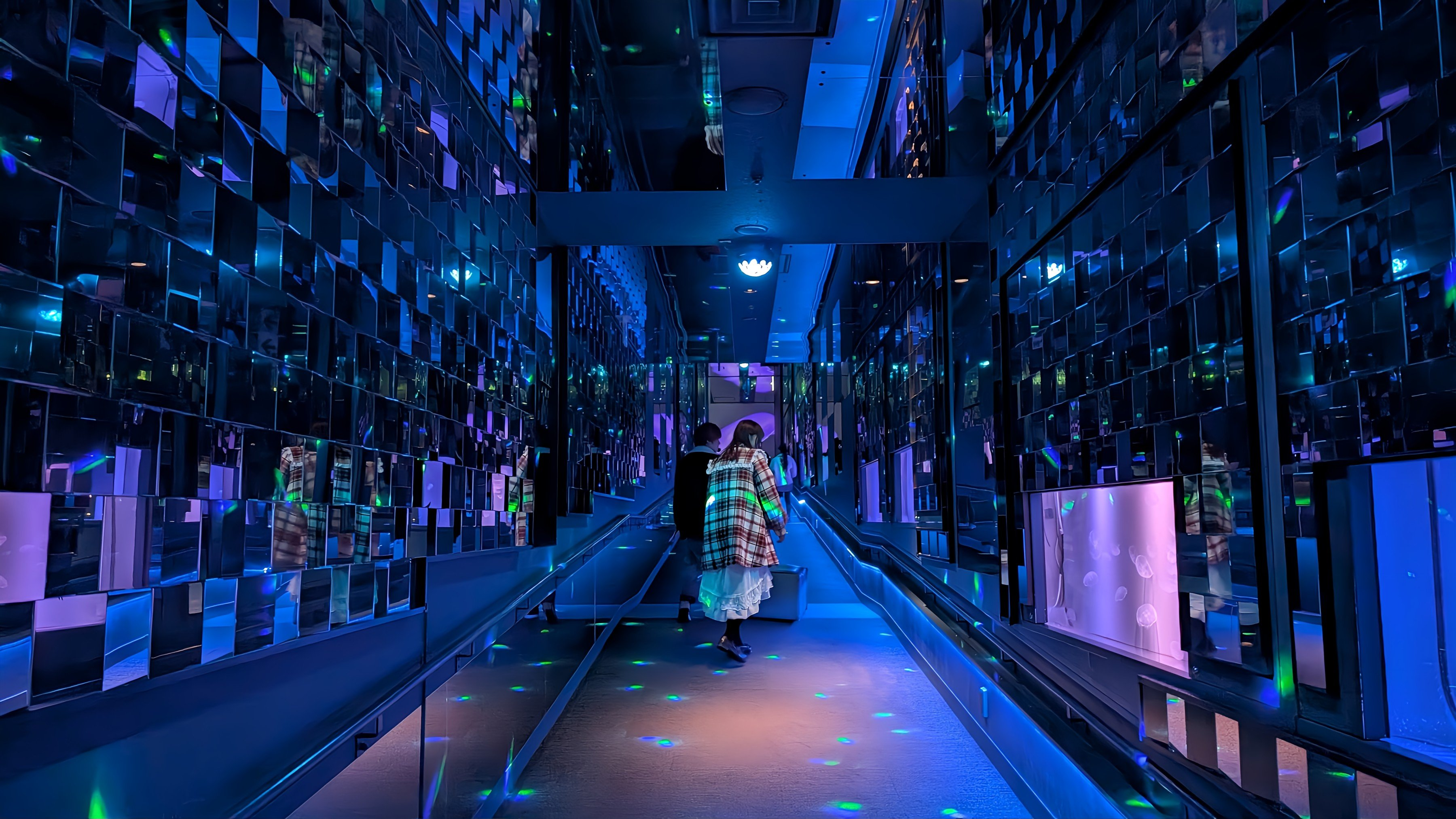
万華鏡トンネル
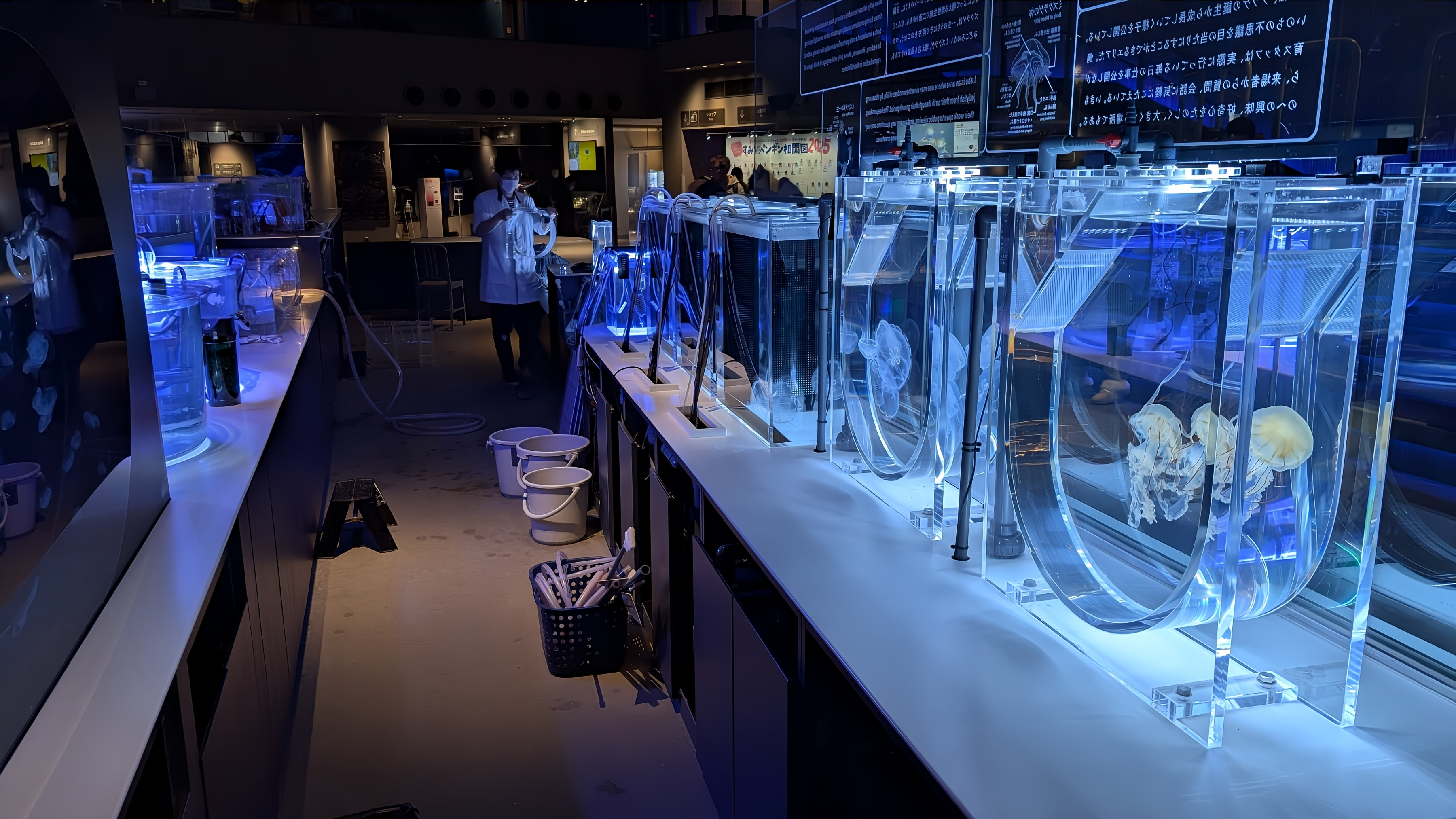
クラゲ用のラボ

## プログラム（2021/1/8現在 休止中）
- ペンギンの「さあ、ゴハン！」 - 毎日開催。全てのペンギンに魚が行きわたるよう、スタッフが声をかけ確認しあう。13:30～、16:00～の約15分間。
- チンアナゴの「さあ、ゴハン！」 - 毎日開催。大小2種類のプランクトンを水槽上部から流しいれる。11:00～、13:00～、19:00～の約10分間。
- ペンギンワッチ - 毎週水曜日の夜に開催。18歳以上限定、事前予約（抽選）制。スワロフスキー・オプティック（EL8x32 SWAROVISION）で夜のペンギンを観察する[28]。
- ワークショップ - 期間限定で開催。事前予約制、または、アクアアカデミーで当日先着順受付（～15:30受付終了）。

## 付帯施設
- アクアアカデミー - 館内のワークショップ開催会場。絵本や図鑑の閲覧スペース。
- ペンギンカフェ - 館内の軽食販売コーナー。アルコール販売有。オリジナルメニュー、期間限定メニューが豊富。
- ショップ - オリジナル商品、水族館をテーマにしたお土産品の販売。館外のため、入館料金不要。

## 利用案内
- 休館日：無し（施設点検などの臨時休業を除く）
- 営業時間： 平日 10時 - 20時 土日 9時 - 21時（最終入場：閉館時間の1時間前）
- 入館料金（一般）
  - 大人：2,500円
  - 高校生：1,800円
  - 小・中学生：1,200円
  - 幼児（3歳以上）：800円
  - 障がい者手帳提示者と同伴者1名は半額。20名以上の団体料金、学校行事としての学校団体料金設定あり。
  - 学校団体料金適用は事前予約が必要、引率教員無料、0歳児から有料。
- 年間パスポート
  - 入館料金の2倍の金額で販売されている（当日券からの変更可）
  - 小学生以下の会員は来館ごとにスタンプが押せる“キッズパスポート”がもらえる
  - チケット窓口にて同伴者5名まで通常料金より約10%割引
  - 館内のショップでレジにて会計から5％割引
  - 館内カフェでソフトドリンクが100円に
  - その他、イベント参加権、ソラマチ内飲食店優待、等。
- 法人会員（すみだ水族館サポーター）
  - 活動趣旨に賛同するすべての法人に申込資格があり、3年間30万円
  - 館内壁面に社名・団体名が明記されたプレート掲出、websiteに社名・団体名明記し法人サイトへの誘導（ウェブリンク設定）
  - 法人名記載の「年次活動報告書」を発行・送付
  - 無料招待券を90枚（年30枚）、入場割引券を450枚（年150枚）贈呈
  - 2019年8月現在、142法人

## 交通
- 鉄道
  -  東武スカイツリーライン「とうきょうスカイツリー駅」下車してすぐ。
  -  東武スカイツリーライン・ 東京地下鉄半蔵門線・ 京成押上線・ 都営浅草線の「押上駅」下車してすぐ。
- バス
  - 東京駅及び上野松坂屋前発の錦糸町駅行きの観光路線バスを利用。
  - 日暮里、新橋、平井、亀戸からの都営バスに乗車して「とうきょうスカイツリー駅」下車。
- 自動車、バイク、自転車
  - 水族館専用駐車場はないため東京スカイツリータウンの駐車場利用となる。